# Grădiștea (okręg Vâlcea)
Grădiștea – wieś w Rumunii, w okręgu Vâlcea, w gminie Grădiștea. W 2011 roku liczyła 399 mieszkańców.